# Varberg Rádióállomás
A Varberg Rádióállomás (svédül: Varbergs radiostation i Grimeton)  Grimeton településen, Svédország Halland megyéjében az ország délnyugati, partvidéki részén Varberg város közelében található. A rádióállomás az egyetlen hely a világon, ahol a mai napig meg lehet tekinteni egy Alexanderson generátort. Az európai ipartörténeti örökség egyik kiemelkedő helyszíne. Az átjátszóállomás 1922-től 1924-ig épült és 17.2 kHz frekvencián üzemelt, annak ellenére, hogy 40 kHz frekvenciánál magasabb frekvenciatartományra tervezték üzemét.
Antennája, melyet nyolc darab kifeszített antennakábel alkot, két, egyenként 127 méter magas pilonon nyugszik. A rádióállomás ezen felül még FM és televíziós műsorszórási feladatokat is ellát. Ez utóbbiak miatt építették meg 1966-ban a rádióállomás mellett álló 260 méter magas adótornyot. A rádióállomás a hatvanas évektől kezdve, egészen 1996-ig parancsokat is továbbított a svéd haditengerészet számára. Az Alexanderson átjátszó 1996-ban lett kivonva a forgalomból, ugyanakkor jó állapota miatt nemzeti örökségnek minősítették és nyaranta látogatható a nagyközönség számára is.

## Világörökségi jelentősége
A Varberg Rádióállomás 2004-ben vált az UNESCO Világörökség egyik helyszínévé.

## Galéria

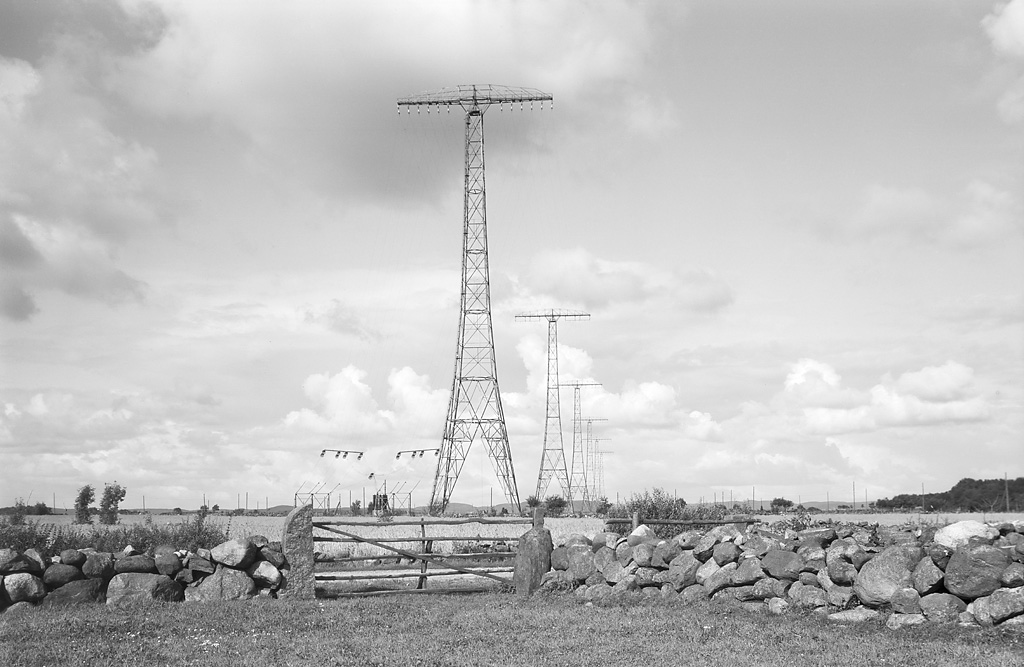
A Varberg Rádióállomás tornyai Grimetonban
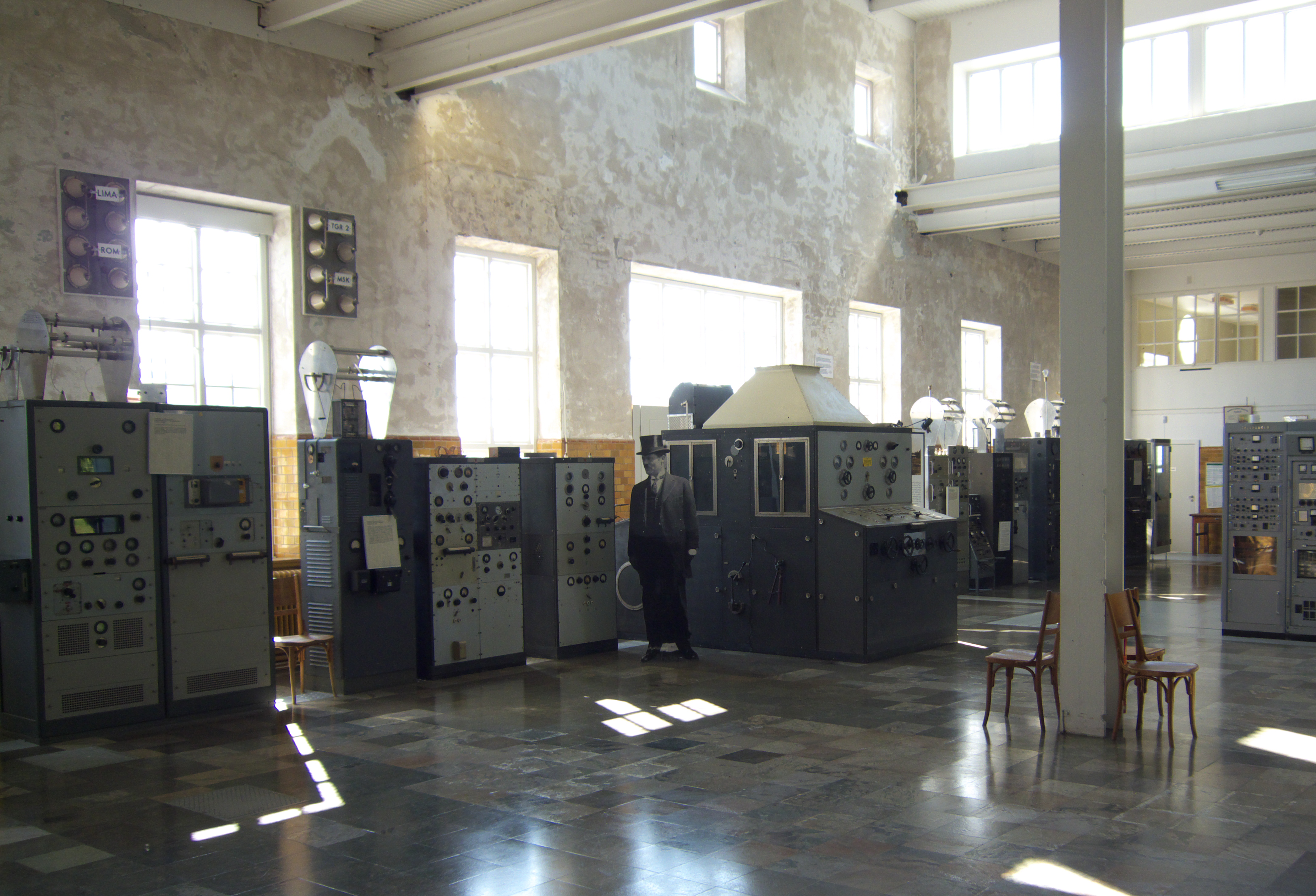
A Grimetonban lévő rádióállomás belseje
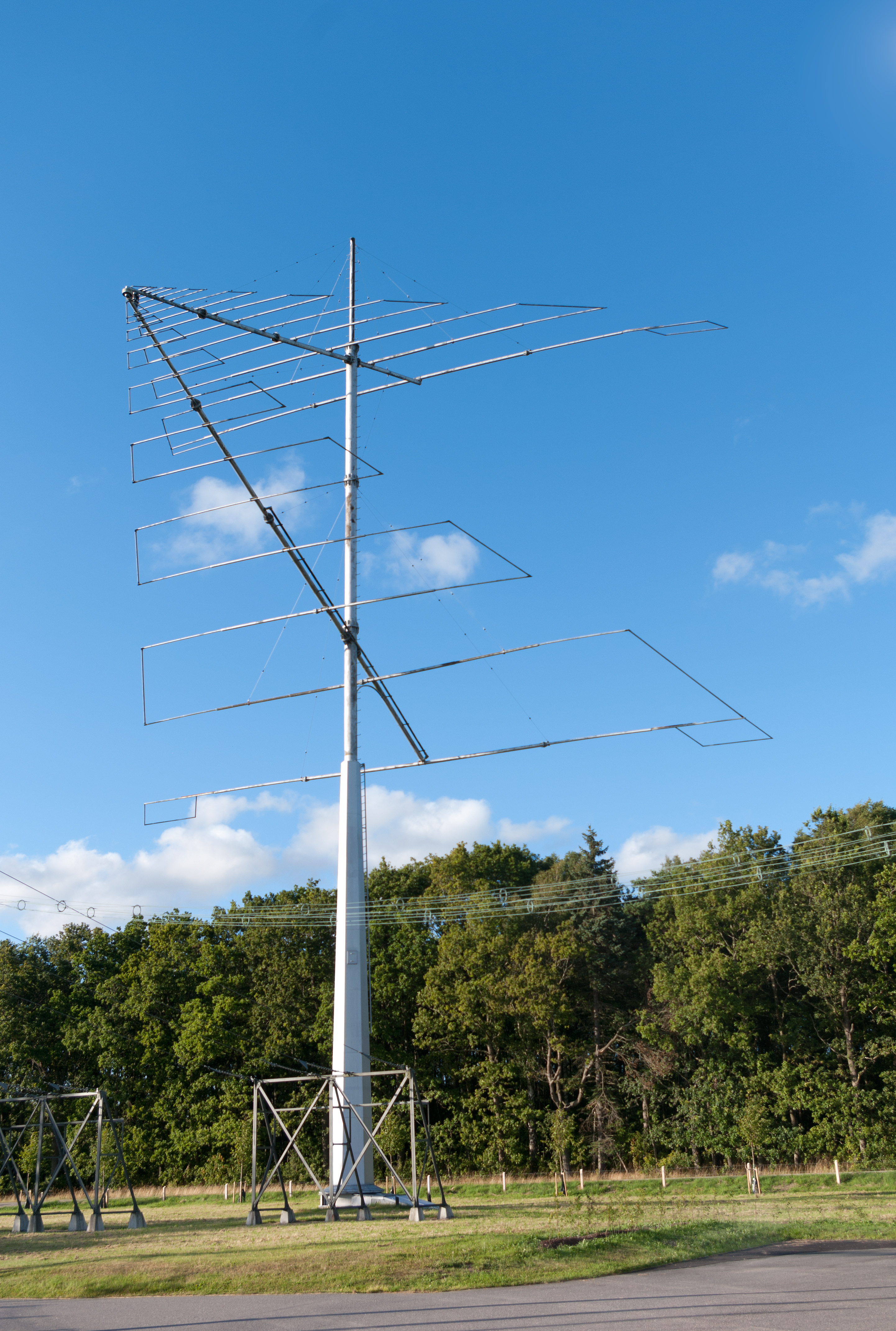
Rövidhullámú antenna a Varberg Rádióállomás mellett, Svédországban
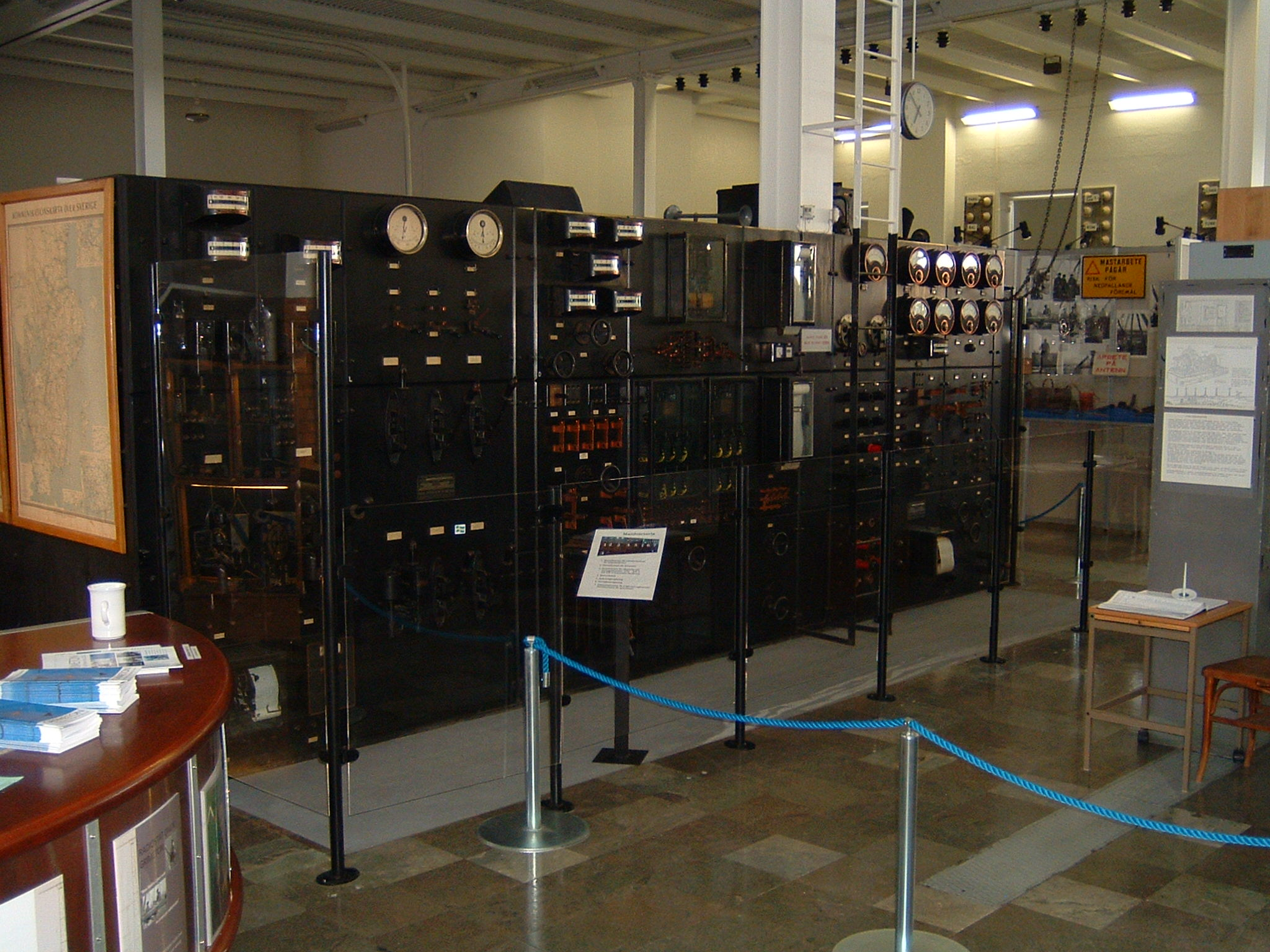
A Varberg Rádióállomás főépületének belső része egy átjátszó eszközzel
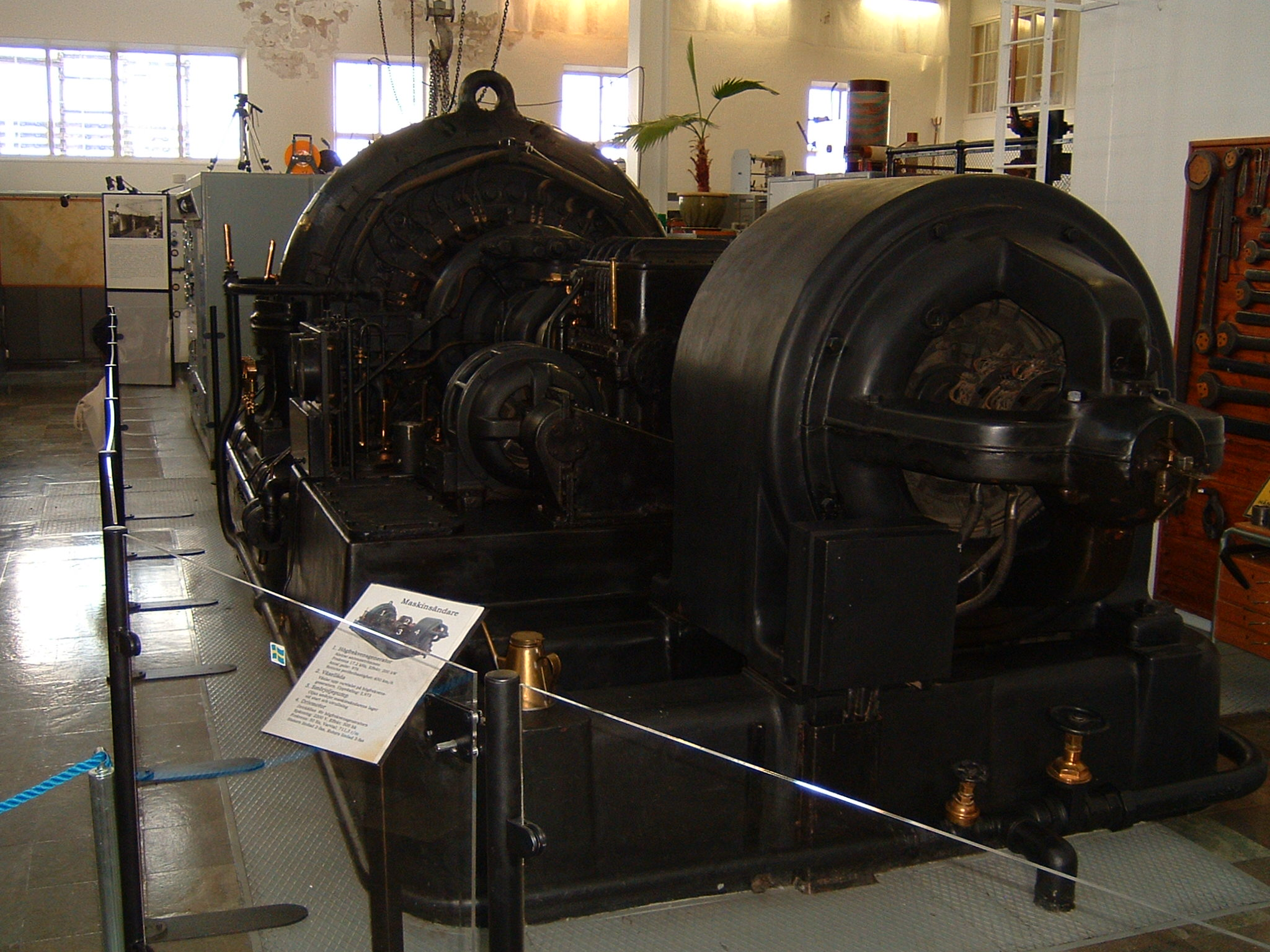
A Varberg rádióállomás főépületének belső része
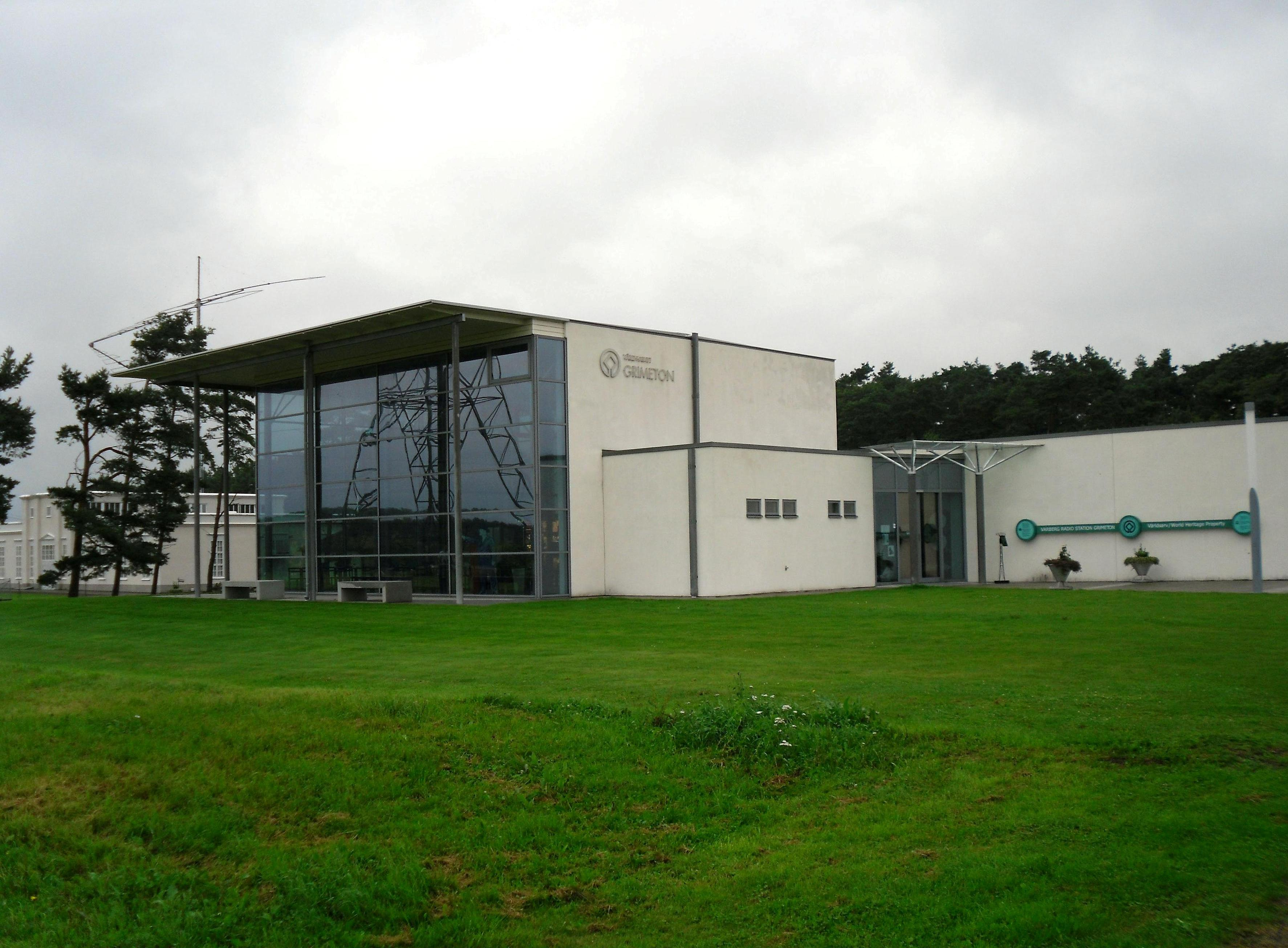
A világörökségi helyszín bejárata
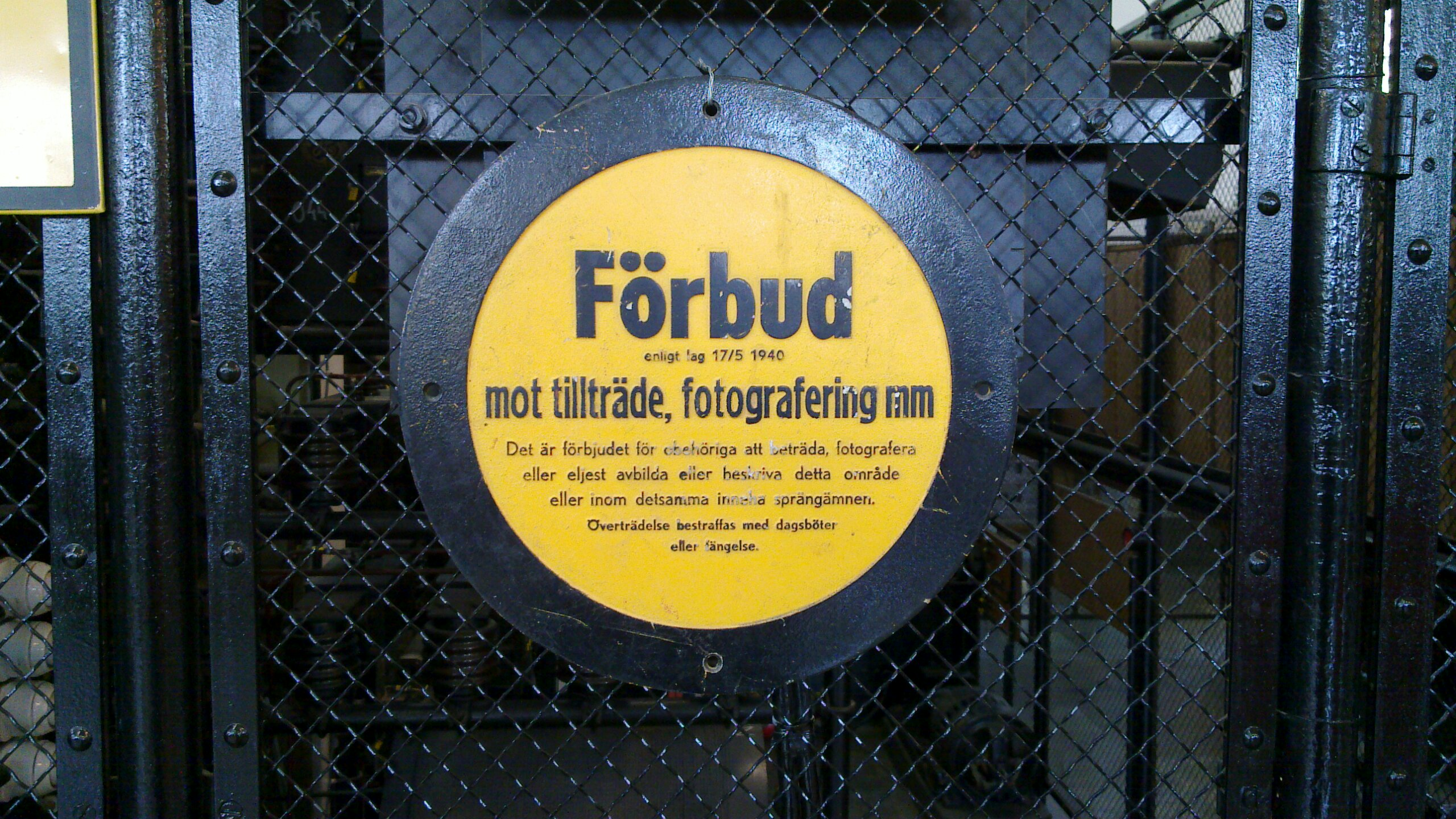
Figyelmeztető jelzés a bejáratnál

## Fordítás
Ez a szócikk részben vagy egészben  a   Varberg Radio Station című angol Wikipédia-szócikk ezen változatának fordításán alapul.  Az eredeti cikk szerkesztőit annak laptörténete sorolja fel. Ez a jelzés csupán a megfogalmazás eredetét és a szerzői jogokat jelzi, nem szolgál a cikkben szereplő információk forrásmegjelöléseként.